# Podkurnowo (obwód wołogodzki)
Podkurnowo (ros. Подкурново) – wieś w Rosji, w rejonie mieżdurieczeńskim obwodu wołogodzkiego. W 2010 r. liczyła 7 mieszkańców.